# باز لایتیر فرماندهی ستاره
باز لایتیر فرماندهی ستاره یک مجموعه علمی-تخیلی/ ماجراجویی / کمدی آمریکایی است که توسط استودیوی انیمیشن سازی پیکسار و انیمیشن تلویزیونی والت دیزنی ساخته شده‌است. این تنها پروژه متحرک سنتی پیکسار است که تاکنون (همراه با فیلم آن) ساخته شده‌است. این سریال از اکتبر ۲۰۰۰ تا ژانویه ۲۰۰۱ از شبکه‌های UPN و ABC به عنوان بخشی از بلوک‌های برنامه‌نویسی یک شنبه صبح دیزنی و دیزنی یک بار پخش شد. این اولین سری است که بر اساس حق رای دادن پیکسار ساخته شده‌است.